# فييل مونتير
فييل مونتير (بالفرنسية: Vieil-Moutier)‏ هي بلدية تقع في إقليم باد كاليه من منطقة نور با دو كاليه في شمال فرنسا. تبلغ مساحة هذه المدينة 5.77 (كم²)، وترتفع عن سطح البحر 136 م، يبلغ عدد سكانها 395 نسمة حسب إحصاء المعهد الوطني للإحصاء والدراسات الاقتصادية سنة 2009 م. وترأس Michel Merlin البلدية خلال فترة (2008-2014).